# История Йоханнесбурга

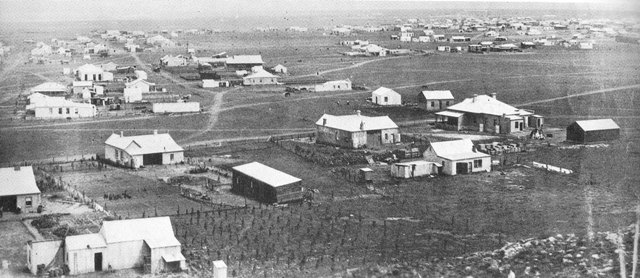
Йеппестаун в 1888 году

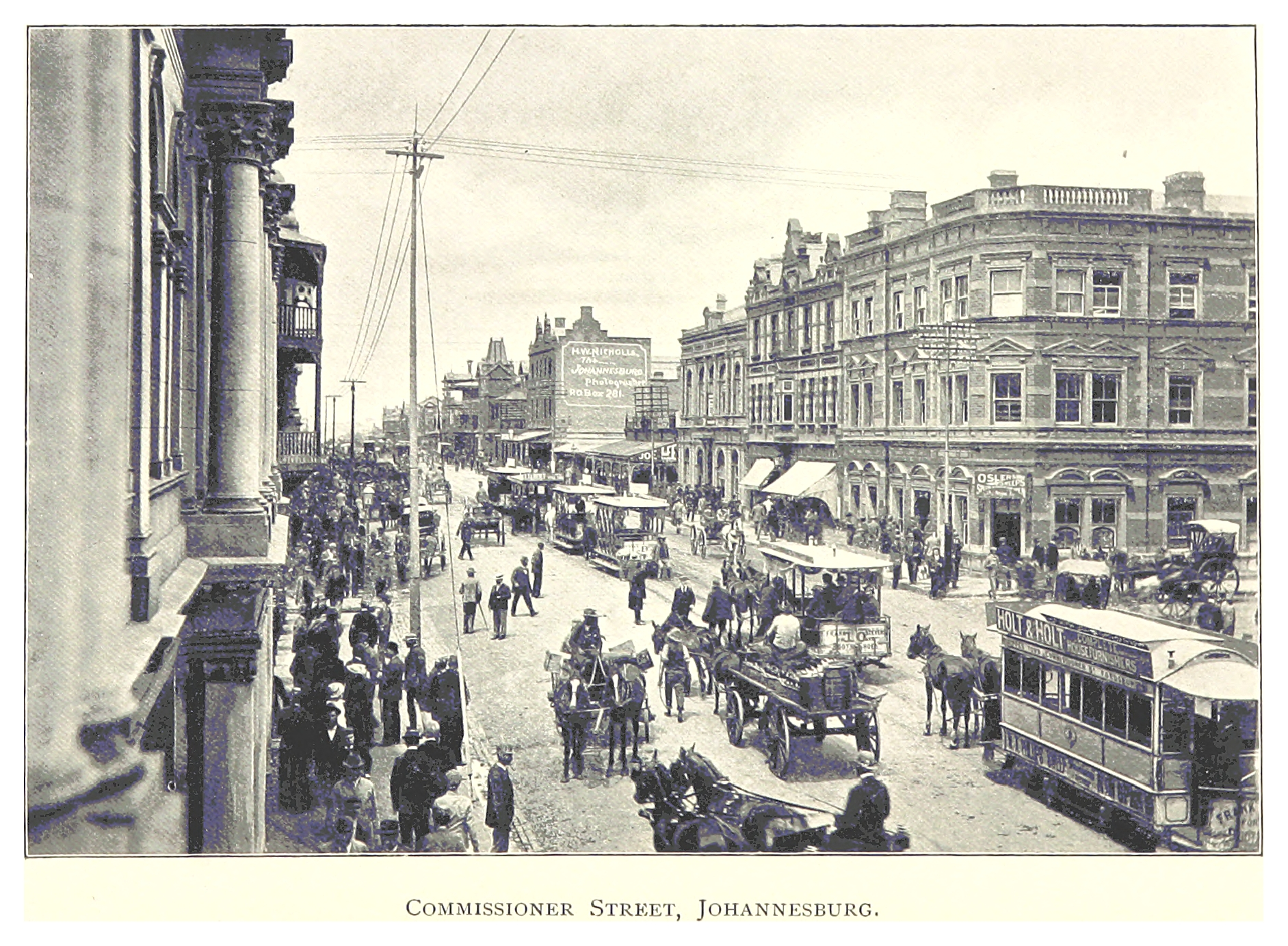
Комиссионер-стрит, ок. 1899

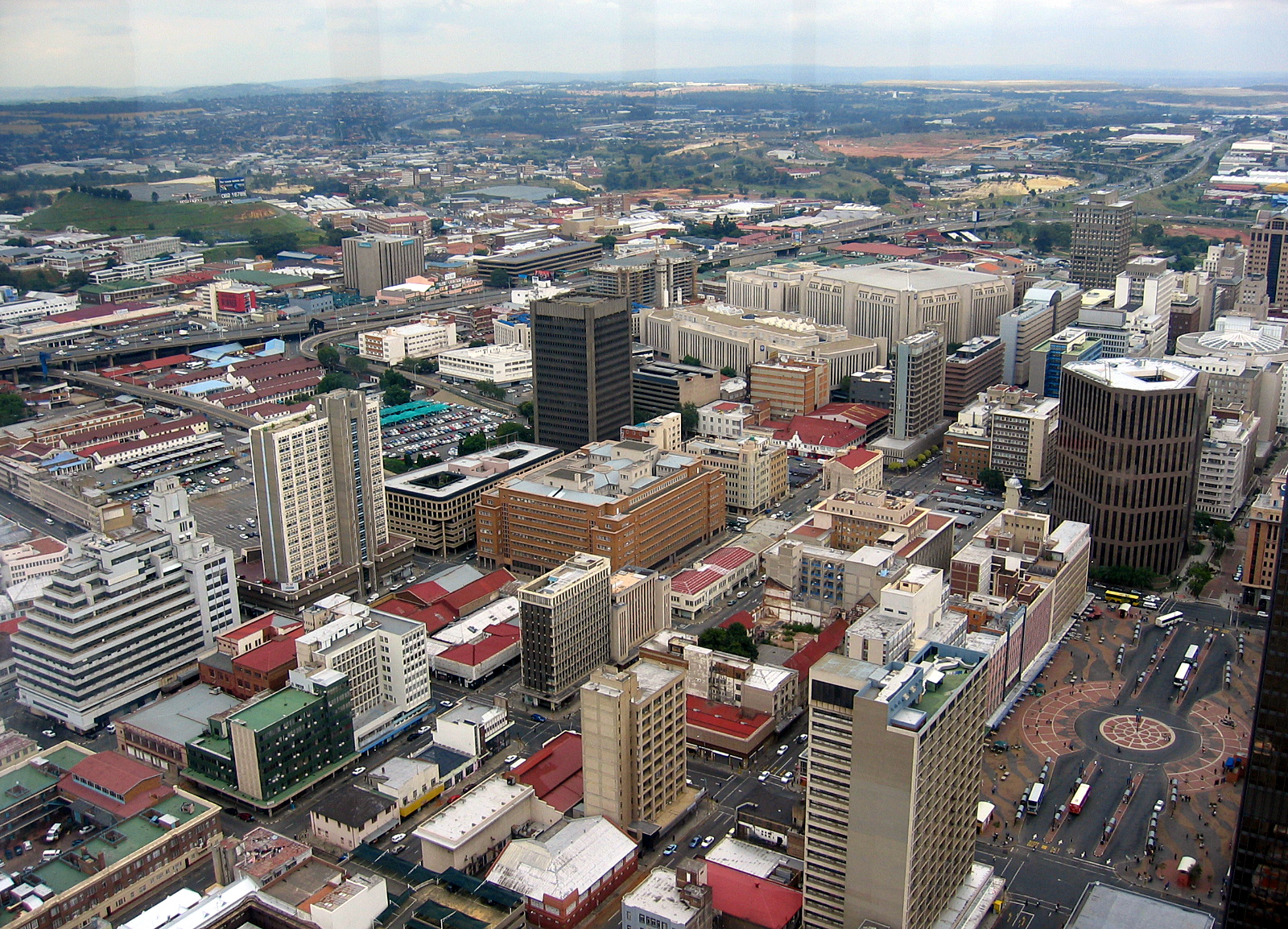
Йоханнесбург, 2005

Йоханнесбург является крупнейшим городом провинции Гаутенг ЮАР. Он был основан как небольшая деревня по инициативе Комитета здравоохранения после открытия в 1886 году золотых месторождений на ферме Ланглаагте. Население города быстро росло, в 1897 году деревня официально стала городом. В 1928 году Йоханнесбург стал самым крупным городом в Южной Африке. В 2002 году он наряду с десятью другими муниципалитетами, сформировавшими агломерацию Йоханнесбург. Ныне это центр образования и развлечений для всей Африки.

## Доисторический период
Область, окружающая Йоханнесбург, изначально была заселена людьми из народности сан. Они были охотниками-собирателями, которые использовали каменные орудия труда. Есть доказательства того, что они жили на этой территории около десяти веков назад. К XIII веку группы банту-говорящих людей начали двигаться в южном направлении из центральной Африки и ассимилировали коренное население сан. До сих пор в окрестностях города находят руины городов и деревень племен сото-тсвана. В этих руинах обнаружены шахт и плавильные печи, что считается доказательством того, что местное население использовали минеральные богатства местности ещё до прихода европейцев и открытия золота.

## Республиканская эпоха

### Европейские поселения и золотодобыча

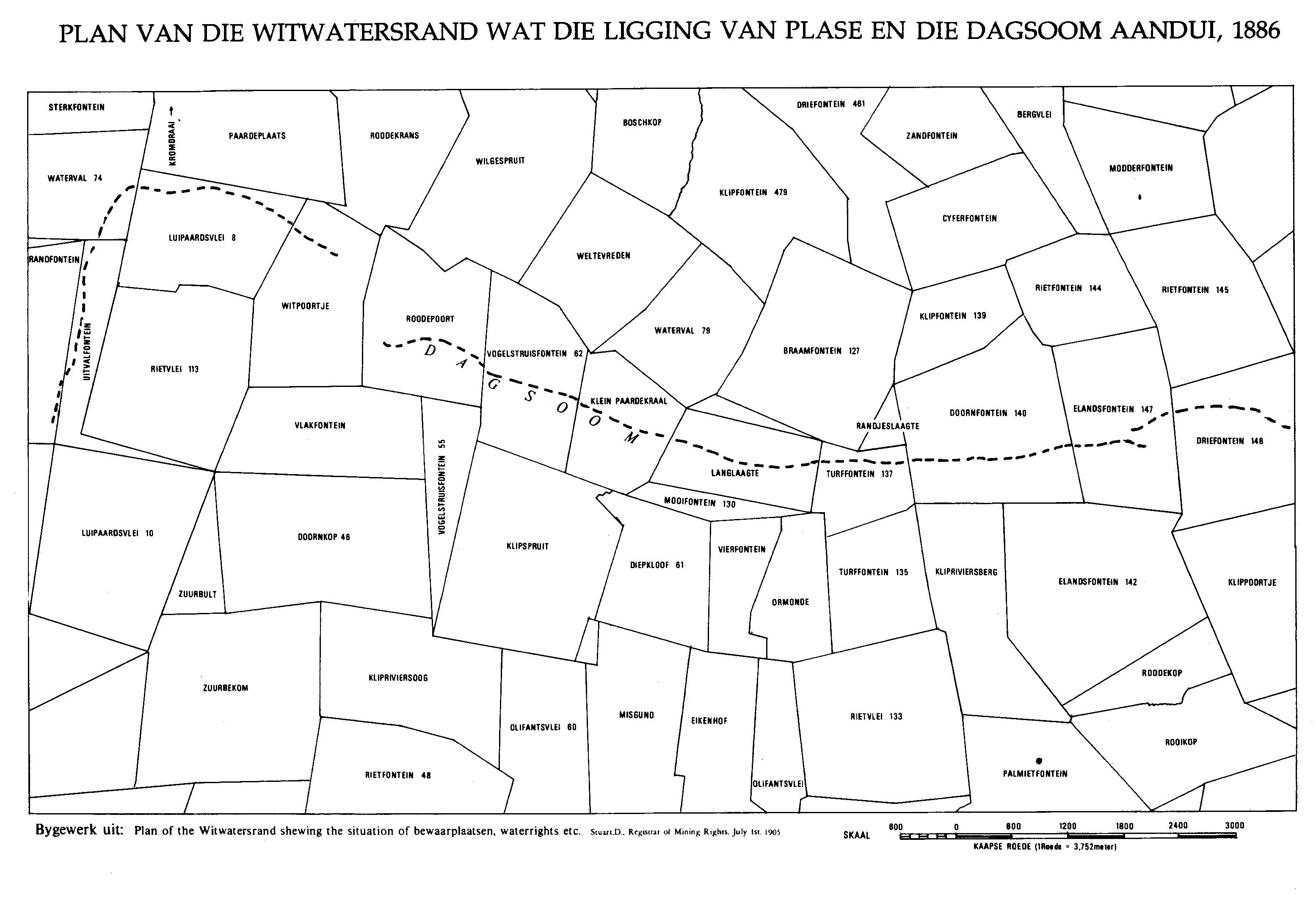
Карта золотых месторождений, 1886.

После Великого трека европейские животноводы начали селиться в Трансваале. Некоторые из них заселили земли, на которых впоследствии вырос Йоханнесбург. Каждый поселенец получил по меньшей мере одну ферму размером около 3100 акров. В феврале 1886 года фермер Джордж Харрисон обнаружил самородки золота на ферме Ланглаагте. 12 мая 1886 года Харрисон и его партнер, Джордж Уокер, заключили соглашение о геологоразведке с владельцем фермы Ланглаагте, неким Г. К. Остхёйзеном. Через два дня полковник Игнатиус Феррейра разбил свой лагерь на ферме Турффонтейн, ставший базой для землеройных машин. Лоуренс Гелденхёйс обнаружил обнажение золотоносного рифа на ферме Турффонтейн, а Генри Норс — на ферме Дорнфонтейн. 8 сентября 1886 года девять ферм, от Дрифонтейна на востоке до Родепорта на западе, были объявлены общественными участками для золотодобычи. Карл фон Брандис был назначен горным комиссаром области. 8 ноября 1886 года был избран комитет старателей.

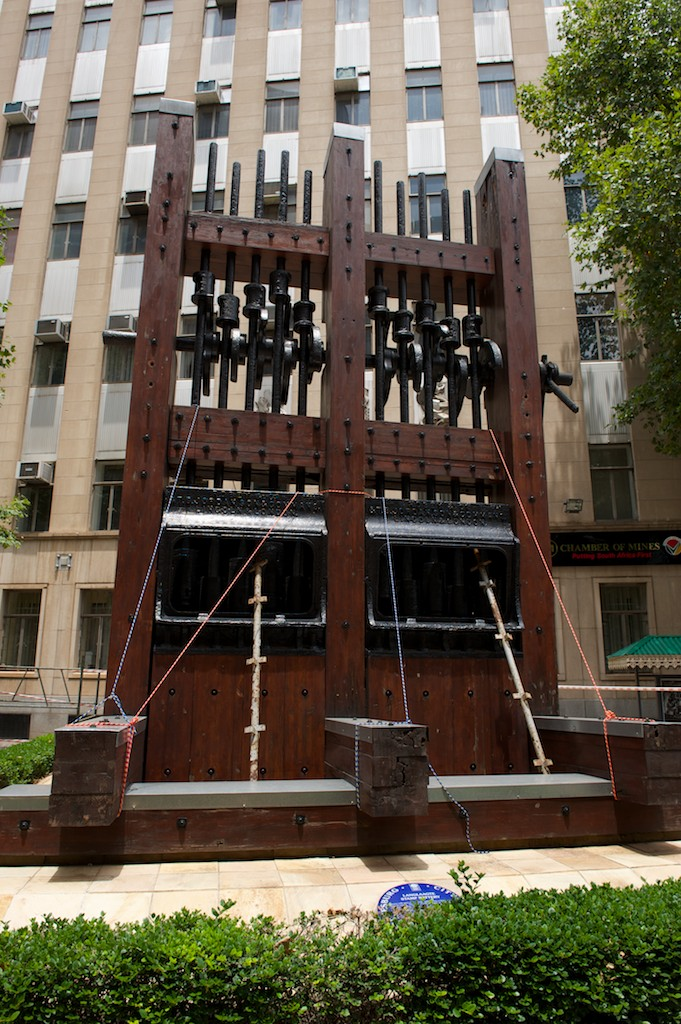
Часть землеройной машины, XIX век.

Первые горные работы были сосредоточены вдоль выходов золотоносного рифа на поверхность. Первоначально старатели работали самостоятельно, используя относительно мало оборудования. По мере того, как ямы углублялись, они нуждались в дополнительных рабочих и машинах. Для выполнения неквалифицированной работы были набраны первые чернокожие рабочие. Машины должны были быть импортированы из Европы, как и топливо для них. Открытие угольных месторождений в районе Спрингс и Боксбурга, а также строительство парового трамвая способствовали росту промышленности в эти годы. Вскоре к побережью была построена железная дорога: в сентябре 1892 года она достигла мыса Ранд. Через два года линия от Лоренсу-Маркиш (ныне Мапуту) была доведена до южноафриканской линии, а третий маршрут был открыт в Дурбане в следующем году.
Вскоре стало очевидно, что ручной труд старателей не соответствует объёмам залежей золота. Для развития золотодобычи требовалось активное привлечение техники, рабочих и инвестиционных компаний. На рынке золотодобычи стали формироваться мелкие горнодобывающие группы, к 1895 году трансформировавшиеся в ограниченное число крупных монополистических компаний — группу Вернера-Бейта-Экштейна, Consolidated Goldfields, группу Дж. Б. Робинсона, группу С. Неймана, группу Албу, группу А Goerz, Англо-французскую группу и группу Льюиса Маркса. Из них наиболее важной была компания Consolidated Goldfields Сесила Джона Родса.
Йоханнесбург фондовой бирже в 1893 году.
В 1893 году была открыта первая фондовая биржа Йоханнесбурга.

### Основание города
Город Йоханнесбург был заложен на треугольном участке, на котором до того располагалась ферма под названием Рандьеслаагте, между фермами Дорнфонтайн на востоке, Браамфонтейн на западе и Турффонтейн на юге. Ферма была выкуплена правительством, и на участке был учрежден поселок из 600 дворов. Первый аукцион по продаже участка в пределах поселка состоялся 8 декабря 1886 года. Поселок был назван в честь двух чиновников Южно-Африканской республики — Христиана Йоханнеса Юбера и Йоханнеса Риссика, которые организовали землеустройство и картографирование местности.
В 1897 году правительство одобрило создание городского совета Йоханнесбурга.

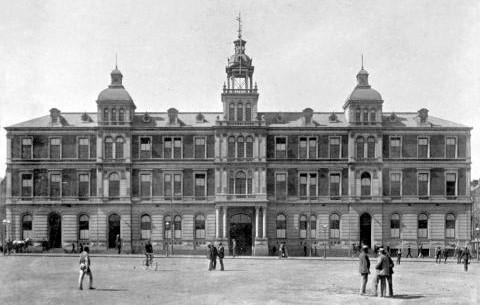
Почтовое отделение на Риссик-стрит, построенное в 1897 году.

Почтовое отделение на Риссик-стрит было построено в 1897 году по проекту архитектора Зитце Вьерда и стало самым высоким зданием в Йоханнесбурге. Почтовое отделение было объявлено национальным памятником в 1978 году, но в 2009 году оно было уничтожено пожаром.

### Золотая лихорадка
В течение десяти лет после открытия золотых месторождений в Йоханнесбурге 100 000 человек прибыли в эту часть Республики в поисках богатства. К колонистам, спасавшимся от скуки жизни в маленьких городках, присоединились аборигены с сахарных полей Натала, китайцы, европейцы, прибывшие с рудников Европы и Америки, евреи, направившиеся на юг Африки в поисках свободы и работы. Маркшейдеры и бизнесмены, юристы и инженеры, люди с навыками, образованием и связями, авантюристы, мошенники и донжуаны — все они составили ядро общества растущего Йоханнесбурга.

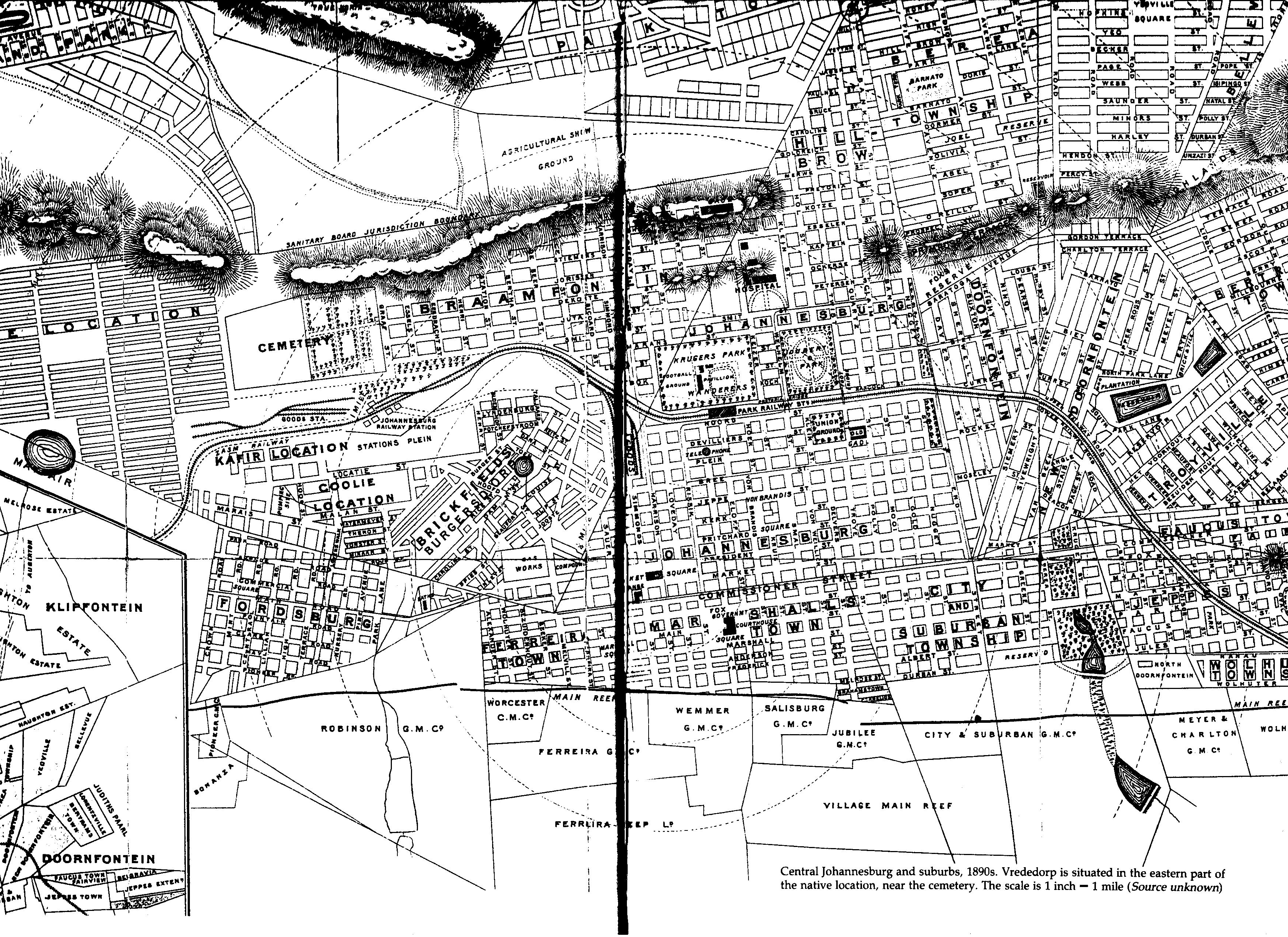
Йоханнесбург около 1890 года.

В январе 1890 года Комитет здравоохранения провел первую перепись населения. В Йоханнесбурге проживало 26 303 жителей, существовало 13 820 зданий, из которых 772 были магазинами, а 261 — гостиницами и барами. В январе 1896 года Йоханнесбург насчитывал уже 102 078 жителей, из которых 61 292 жили в радиусе трех миль от рыночной площади и 40 786 дальше; 50 907 были европейцами или их потомками, 952 малайцами, 4 807 азиатами, 2 879 метисами, 42 533 аборигенами.

### Общество
С самого начала город формировался по классовому и (реже) расовому принципу. Юлиус Йеппе и его партнер, некий Форд, купили часть фермы Турффонтейн, разделили её на две части и назвали их Фордсбург и Йеппестаун. Оба поселения были расположены рядом с шахтами вдоль главного золотоносного рифа. Участки в Фордсбурге были выставлены на продажу в мае 1887, но цены были очень низкими, потому что почва была болотистая. Результатом этого стало то, что в Йеппестауне и Фордсбурге поселились семьи рабочего класса.
К северу от Йеппестауна рос Дорнфонтайн, тогда известный как пригороде, где жили профессиональные и коммерчески успешные люди, среди них было много евреев. Их дети посещали школу. Первая школа английского языка в Йоханнесбурге была открыта Сестрами Святого семейства. В 1887 году они открыли школу на Фокс-стрит, но она росла так быстро, что вскоре были открыты новые корпуса на Энд-стрит, рядом с Дорнфонтейном.
К западу от Дорнфонтейна расположился Браамфонтейн, где жили белые поселенцы с семьями и одинокие белые мужчины.
В октябре 1887 года правительство Республики купило юго-восточную часть фермы Браамфонтейн: довольно широкий поток протекал вдоль фермы, и власти были намерены продавать воду жителям Йоханнесбурга. Кроме того, на участке находилось большое количество глины, пригодной для изготовления кирпичей. Правительство стало продавать лицензии на изготовление кирпича за пять шиллингов в месяц. В результате многие безземельные поселенцы, потомки европейцев, поселились на участке и возвели свои лачуги. Вскоре область стала известна как Брикфилдс, или Veldschoendorp. Вскоре там поселились малайцы и китайцы. Правительство, стремившееся отделить белый рабочий класс от чернокожих, заложил новые пригороды, но территория все равно осталась многонациональной.
Железнодорожная линия протянулась к северу от этих районов трущоб. 19 февраля 1896 года в Браамфонтейне произошел взрыв динамита во дворе железнодорожного депо. 55 тонн динамита были оставлены под палящим солнцем и сдетонировали. Взрыв оставил кратер длиной 250 футов, шириной 60 футов и глубиной 30 футов. По крайней мере 78 человек были убиты и 1500 ранены. Правительство предприняло ещё одну попытку отделить «бюргеров» от чернокожих, позволив им стать арендаторами в более новом пригороде под названием Vrededorp. Белым право аренды предоставлялось всего за два шиллинга и шесть пенсов в месяц. Многие белые приняли предложение, а затем сдали свои участки аборигенам за пять шиллингов в месяц.
На шахтах условия жизни были суровыми, особенно для африканцев, которые жили в крупных поселках. Они были помещены в тесных двухъярусных домах, зимой они страдали от холода, еда была скудной, и распространялись болезни легких. Белые шахтеры жили лучше, хотя и не в абсолютном комфорте.

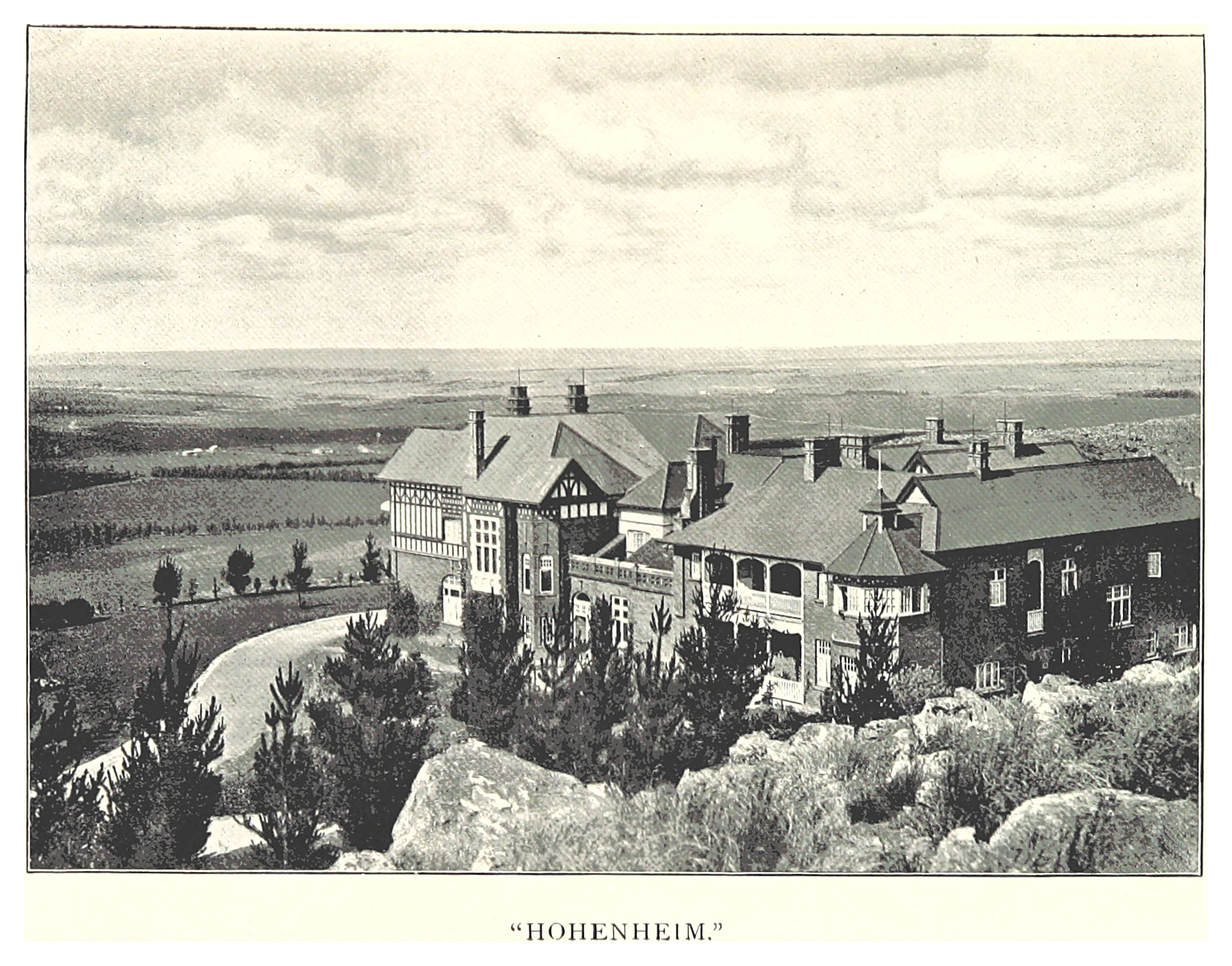
Гогенхайм — первый особняк, построенный в городе в 1894 году

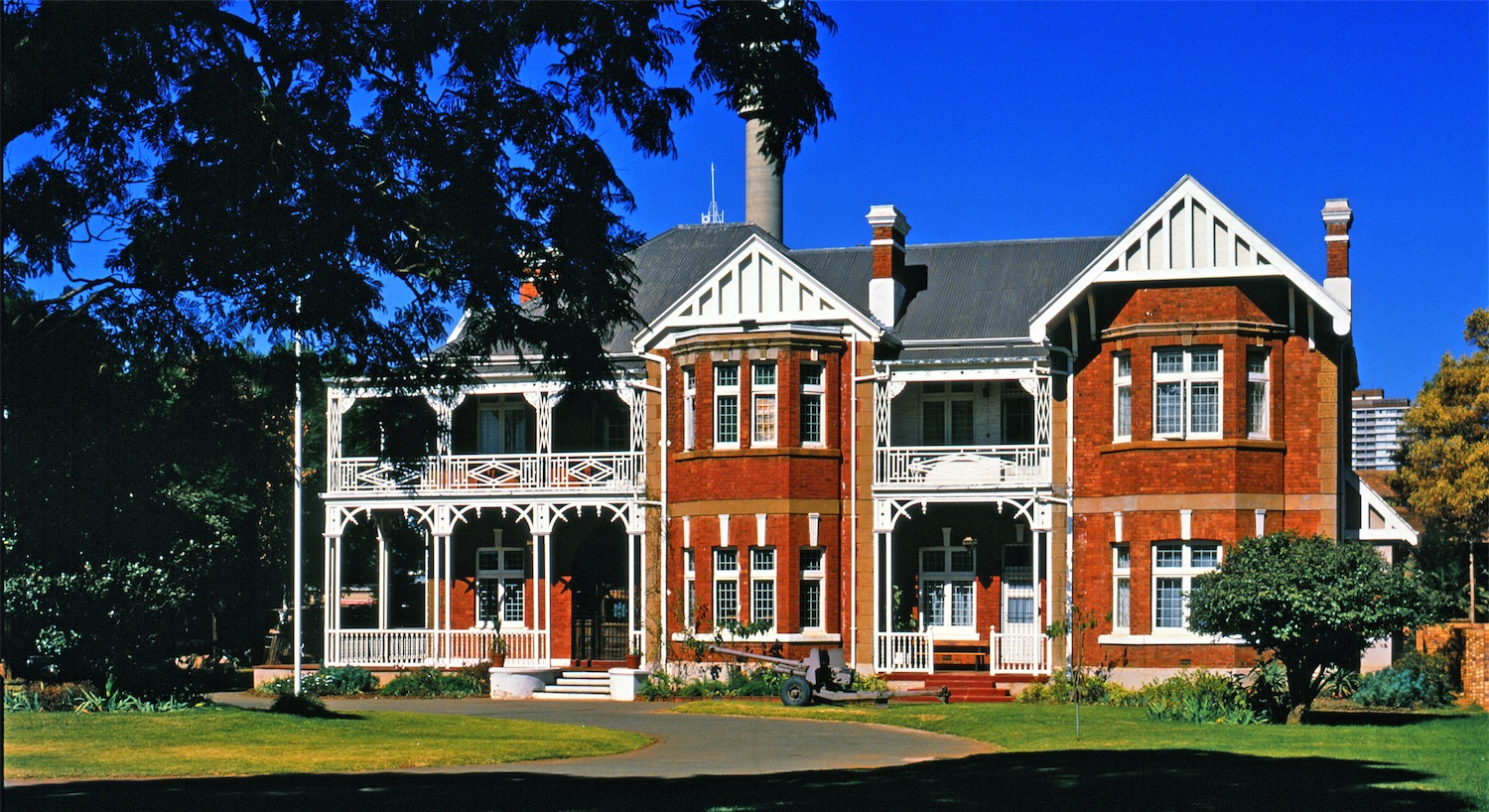
Особняк «Вью»

В то же время, на северной оконечности города раскинулся пригород Парктаун, известный своей эксклюзивностью и роскошью. Сэр Лайонел Филлипс был первым землевладельцем, построившим здесь особняк. «Гогенхайм» был построен в 1894 году и снесен в 1972 году, чтобы освободить место для госпиталя. Особняк «Вью» был завершен в 1897 году по заказу Карла Абурроу как резиденция бриллиантового магната, сэра Томаса Куллинана.

### Ойтландеры
Земельный закон разрешал каждому белому (европейскому) мужчине, который проживал в Трансваале в течение пяти лет, натурализоваться и получить право голосовать за своего представителя в Volksraad — Доме собраний. Поскольку все больше и больше иностранцев (так называемых ойтландеров) прибывали в страну, чтобы добывать золото, правительство поняло ещё в 1890 году, что эти уитлендеры могли бы легко получить контроль над страной. Тогда был создан новый Дом собраний, и голосовать за кандидатов в него могли ойтландеры лишь через два года после натурализации. Ценз оседлости вскоре был увеличен с пяти лет до четырнадцати, а возрастной ценз увеличился до 40 лет. В результате лишь небольшое количество ойтландеров могли влиять на политику властей.
Неудовлетворенность ойтландеров кумовством и коррупцией чиновников нарастала. В Йоханнесбурге был сформирован Комитет по реформе, в то время как Сесил Джон Родс, премьер-министр Капской колонии, организовал рейд Джеймсона, чтобы вторгнуться в Республику с запада. Рейд Джеймсона провалился, и все заговорщики были арестованы. Эти события стали прологом к войне британцев с Южно-Африканской республикой.

## Вторая бурская война

Стелла в память о британской оккупации Йоханнесбурга

К началу войны около 100 тысяч белых покинули район Йоханнесбурга. Таким образом, в городе осталось всего около 10 000 белых поселенцев. Из-за массового исхода рабочих стали закрываться золотые шахты, что обрушило экономику Трансвааля. Некоторые из уволенных из-за закрытия шахт африканцев начали беспорядки и грабежи, по городу прокатилась волна грабежей магазинов и лавок. Некоторые из иностранцев были арестованы и обвинены в государственной измене. Другие присоединились к силам.
Йоханнесбург был относительно устойчивым к тяготам первых восьми месяцев войны, хотя, конечно, ощущались дефицит и определенный уровень страха и напряжения.

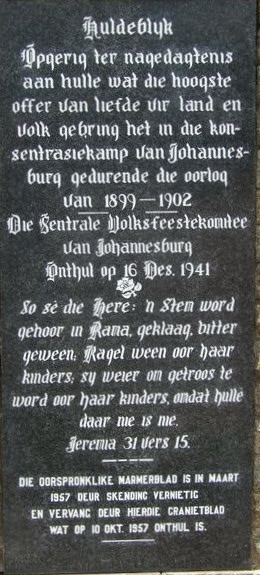
Гранитная доска на месте бывшего концентрационного лагеря в районе Турффонтейн

К середине октября правительство открыло три шахты в районе Йоханнесбурга, а также реквизировало литейный завод вблизи шахты. 24 апреля 1900 года произошел мощный взрыв на заводе Бегби. Были сделаны аресты подозреваемых в диверсии, но ничего не было доказано (более вероятно банальное несоблюдение противопожарной безопасности).
31 мая 1900 года британские войска вступили в город, на ратуше был поднят британский флаг. Новый военный комиссар полиции, майор Фрэнсис Дэвис, ввел ночной комендантский час и закрыл все магазины спиртных напитков. Полковник Колин Маккензи был назначен в качестве военного губернатора.

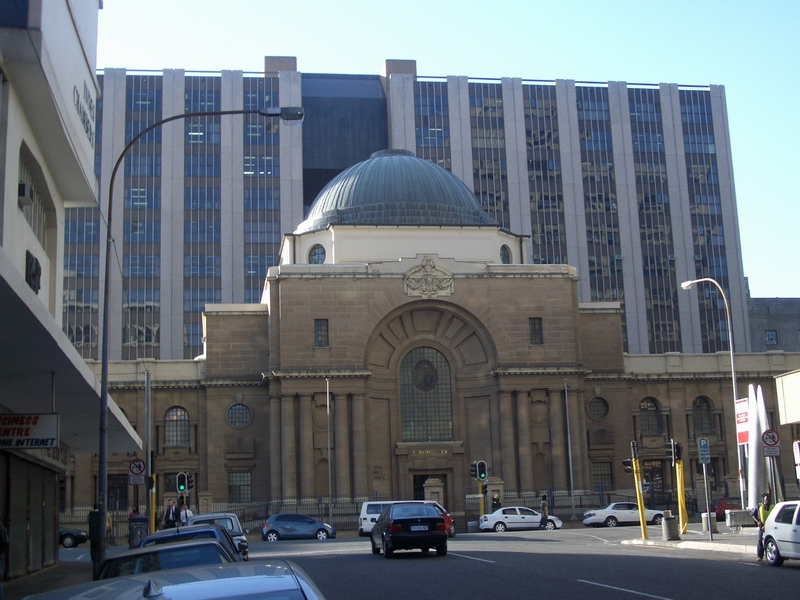
Верховный суд Йоханнесбурга

Очень мало известно о британском концентрационном лагере в Турффонтейне. Умершие в лагере (716 человек) были похоронены на кладбище, где много лет спустя был разбит пригород Зюйдерорд.
В 1902 году лорд Милнер издал прокламацию о создании Верховного суда Трансвааля. Открытие суда предполагалось 20 мая 1902 года, но в итоге здание было открыто только в 1910 году. Витраж над входом в суд содержит единственный сохранившийся герб колонии Трансвааль. Суд находится на Притчард-стрит и в настоящее время называется Верховным судом Южного Гаутенга.

## Колониальный период
В апреле 1904 года в трущобах Брикфилдс вспыхнула бубонная чума. Городской совет решил закрыть район и сжечь трущобы. Заблаговременно большинство африканцев, живущих там, были перемещены в пригород Клипсруйт, где для них воздвигли железные бараки. Остальные должны были строить себе дома на собственные средства. После разрушения трущоб район был переименован в Ньютаун, где был построен новый рынок.

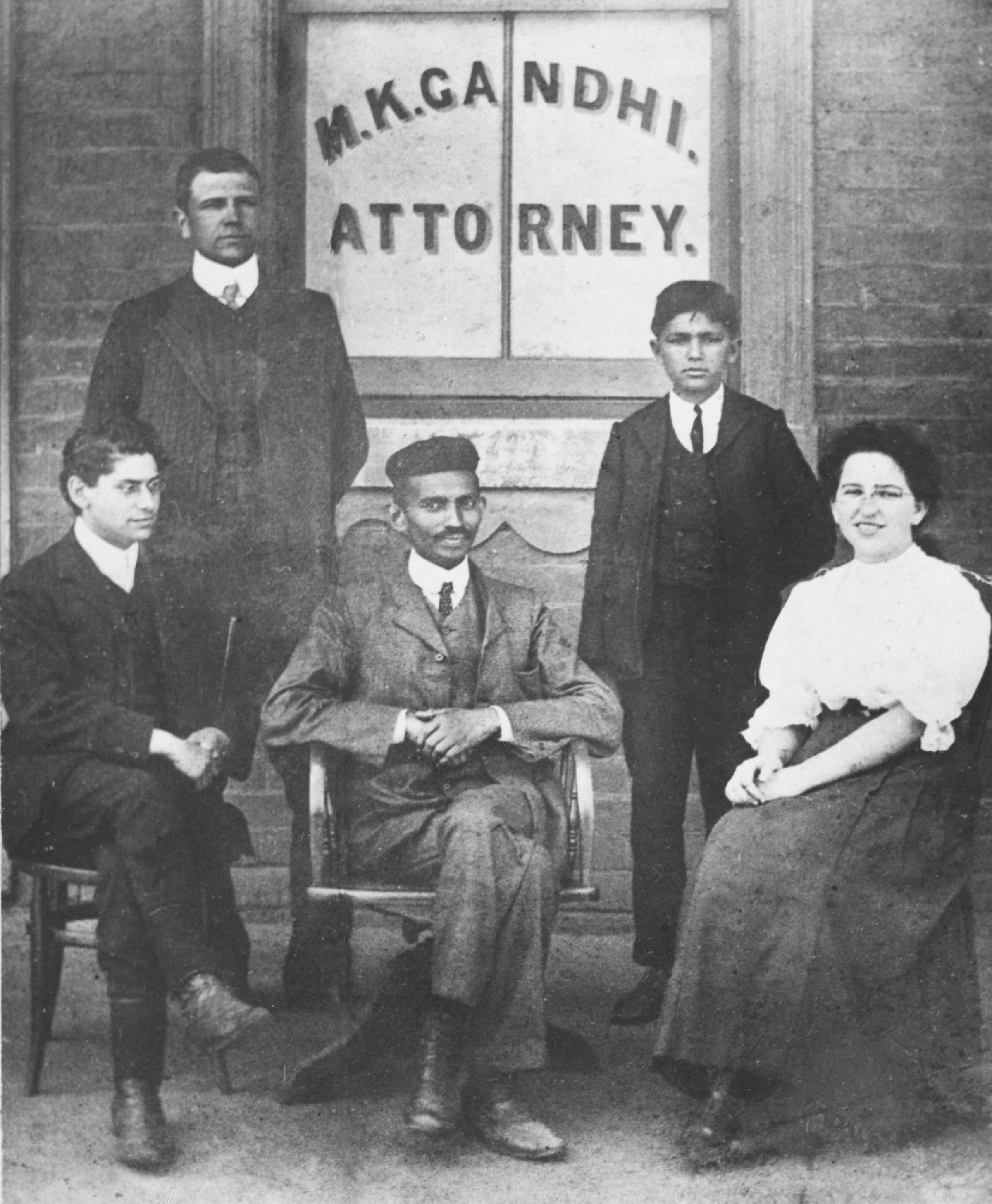
Ганди и его персонал перед его офисом, 1905.

Махатма Ганди, английский адвокат, прибыл в Южную Африку в 1893 году, чтобы выступать в качестве законного представителя некоторых индийских торговцев в Претории. Он переехал в Натал, где сыграл важную роль в формировании Наталского индийского конгресса. В 1902 году он заботился о правах индийцев в Трансваале. Он открыл свою собственную фирму адвокатов (поверенных) в Йоханнесбурге. В 1913 году Ганди и 2000 индийских мужчин и женщин прошли маршем из Натала в Трансвааль. Он был арестован и заключен в тюрьму. В конце концов он достиг соглашения с генералом Смэтсом, в результате чего парламент Южной Африки принял Закон об индийских переселенцах. В 1905 году Ганди вернулся в Индию.

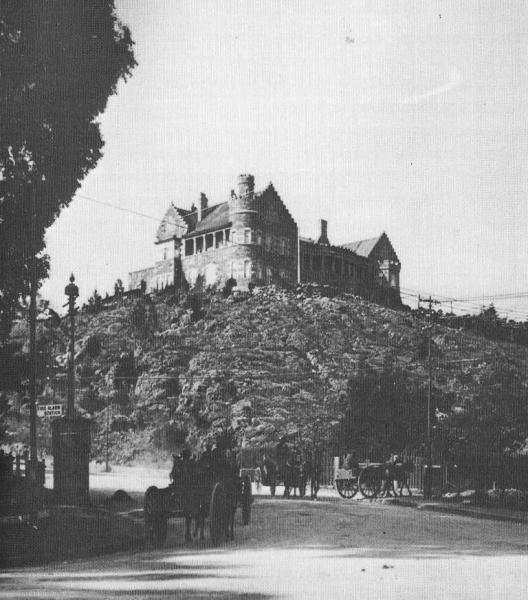
Истингтон, особняк на Харроу-роуд

Все золотые шахты Йоханнесбурга были вновь открыты, и землевладельцы вернулись в город. Первым особняком, построенным не в квартале Парктаун, стал Истингтон, возведенный в 1902 году для Джона Довелла Эллиса.
Различные религиозные организации также построили свои молельные дома. Синагога была возведена на Президент-стрит, здание баптистской церкви — на Плейн-стрит.

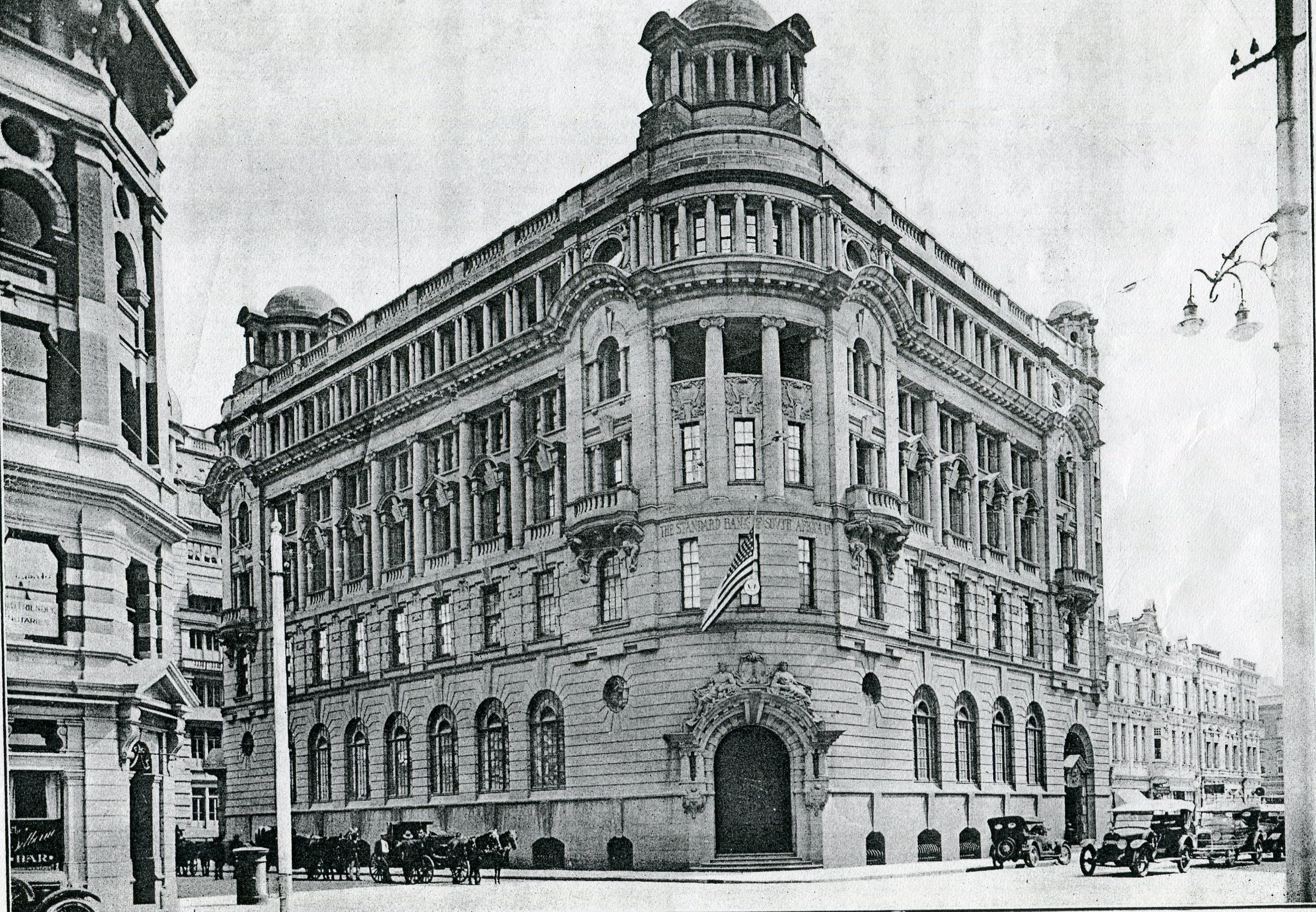
Здание Стандард Банк, 1908

Население Йоханнесбурга увеличилась с 13,027 белых и 78,106 «небелых» в 1904 году до 24,708 белых и 189,912 «небелых» в 1910 году. В тот же период стоимость добытого золота выросла с £ 15 млн до £ 33 млн.

## Южно-Африканский Союз

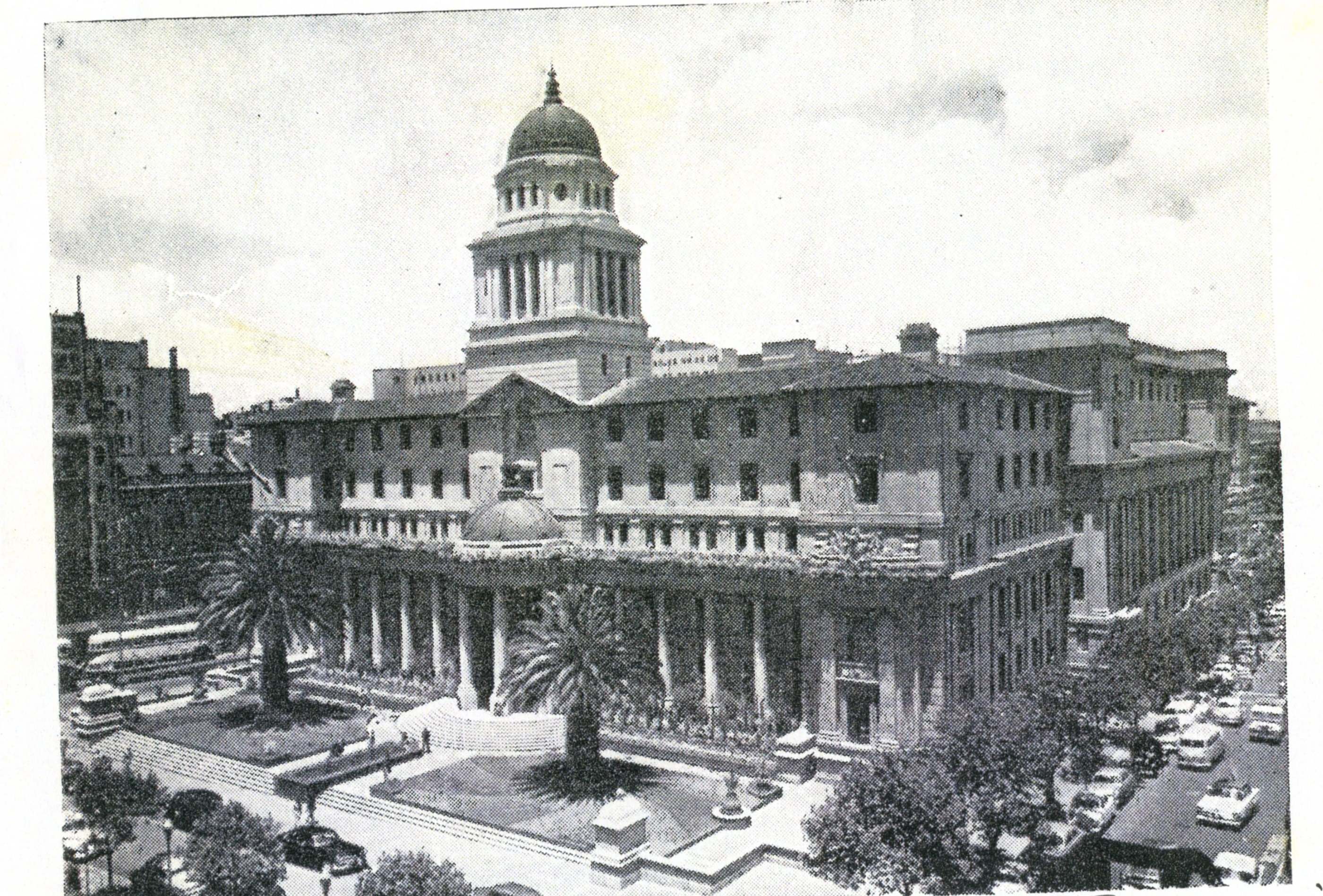
Мэрия, 1914

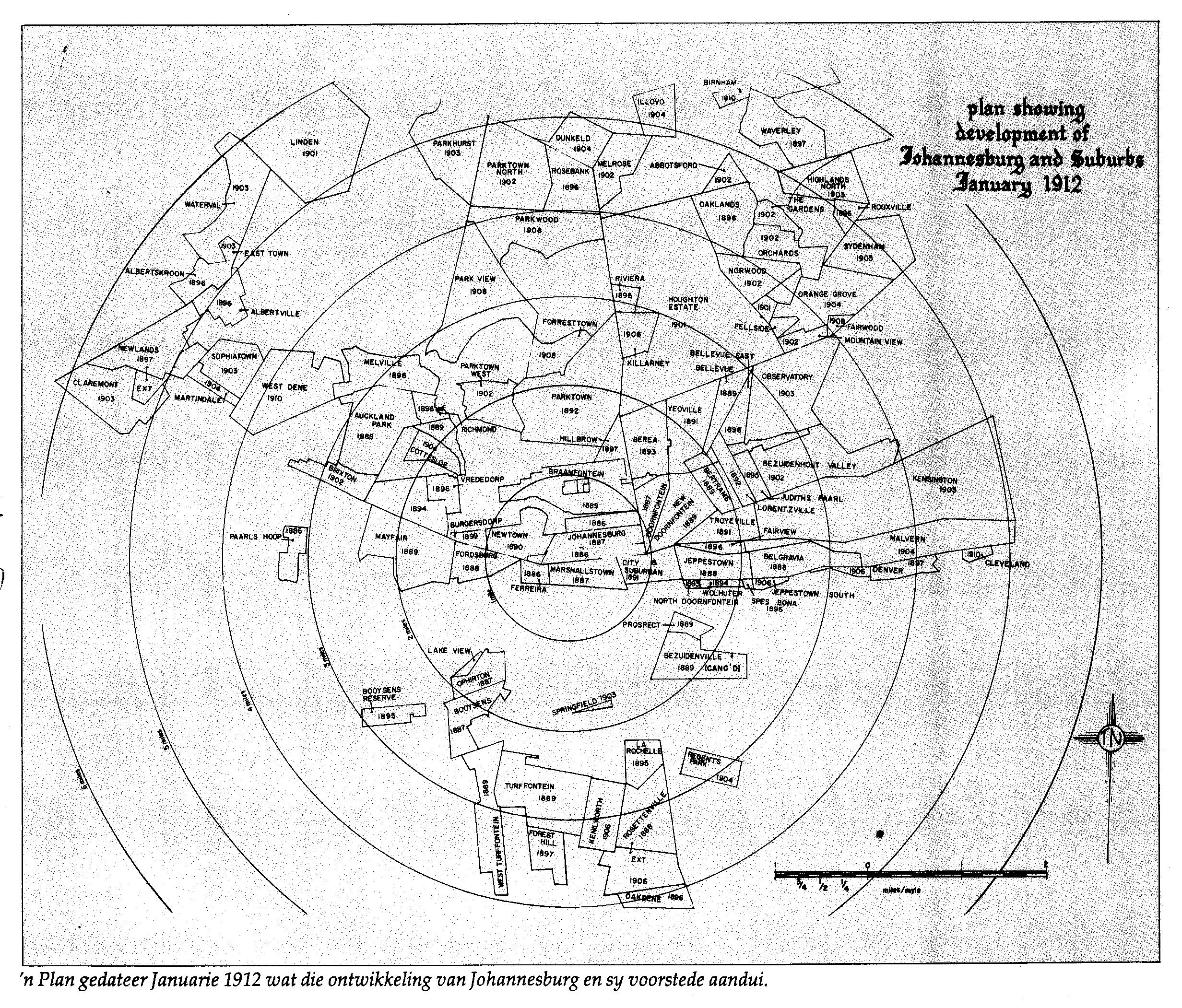
Йоханнесбург и пригороды, 1912

В 1914 году строительная компания «Хоуки и МакКинли» построила здание мэрии Йоханнесбурга. План здания был разработан в 1910 году, строительство было начато в 1913 году и закончено в 1914 году. Стиль здания описывается как «Эдвардианское барокко» с портиком из ионических колонна и башней с куполом. Флоренс Филлипс, коллекционер произведений искусства и жена горного магната Лайонела Филлипса, открыла первую коллекцию в Картинной галерее Йоханнесбурга, используя средства, подаренные ей мужем. Галерея была, возможно, первым общественным зданием города в стиле «Beaux Arts». Она была открыта для публики, без церемонии, в 1915 году, сразу после начала Первой мировой войны.

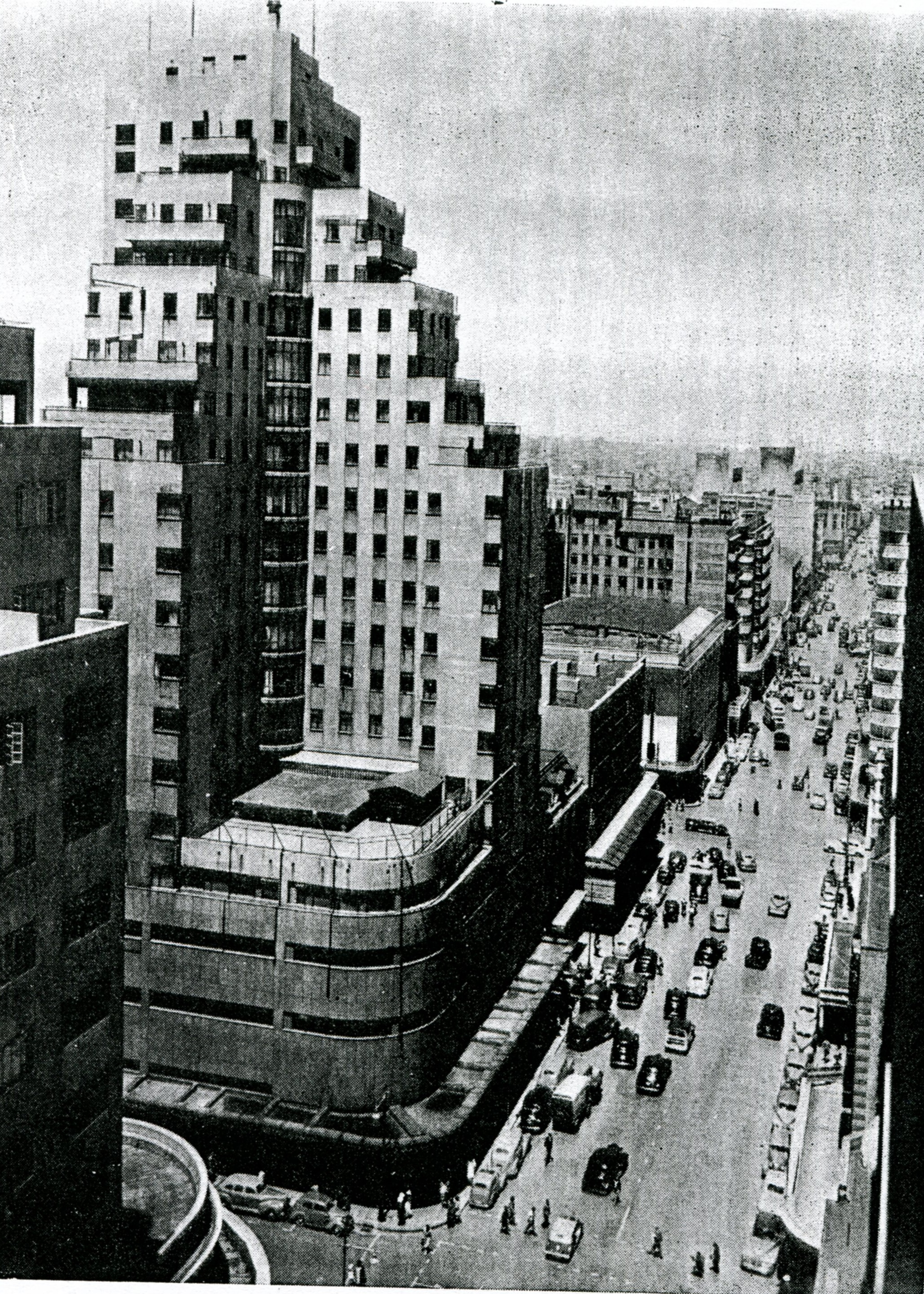
Анстейс-билдинг, 1937

С 1 марта 1922 года университетскому колледжу Йоханнесбурга был предоставлен статус университета. Муниципалитет Йоханнесбурга пожертвовал университету участок в Милнер-Парке, к северо-западу от Браамфонтейна. В 1925 году принц Уэльский открыл главный корпус университета.

Городская библиотека, 1935.

В 1935 году в Йоханнесбурге была открыта городская библиотека. В 1937 году было завершено здание Анстейс-билдинг на углу улиц Йеппе и Жубер, ставшее образцом архитектуры ар-деко, а также символом оптимизма и американизации. Первые четыре этажа занимал магазин Н. Анстея, на четвёртом этаже была открыта чайная терраса. 20-этажное здание стало самым высоким зданием в южном полушарии. Остальные этажи занимали офисы и квартиры, а шпиль был оборудован для пристыковки дирижаблей.
В 1948 году Националистическая партия победила на всеобщих выборах, и это изменило истории Южной Африки. Поддержку партии оказали в значительной степени белые поселенцы, опасавшиеся активного переселения чернокожих в город после Второй мировой войны. Националисты активно агитировали за расово сегрегированные города, в соответствии с политикой, которую они назвали «апартеид». Они ввели более строгие законы, которые сделали более трудным для чернокожих переезд в город, зачистили «черные» поселки вблизи Йоханнесбурга и построили 7000 новых домов в Йоханнесбурге.
31 мая 1961 года Южно-Африканский Союз был переименован в ЮАР.

## ЮАР
Башня Альберта Херцога — 237-метровая радио и телевизионная башня в районе Брикстон — была завершена в 1962 году. Первая передача состоялась 22 декабря 1961 года. В настоящее время 18 программ FM и 7 телевизионных станций транслируются оттуда. В настоящее время башня называется «SENTECH Tower».

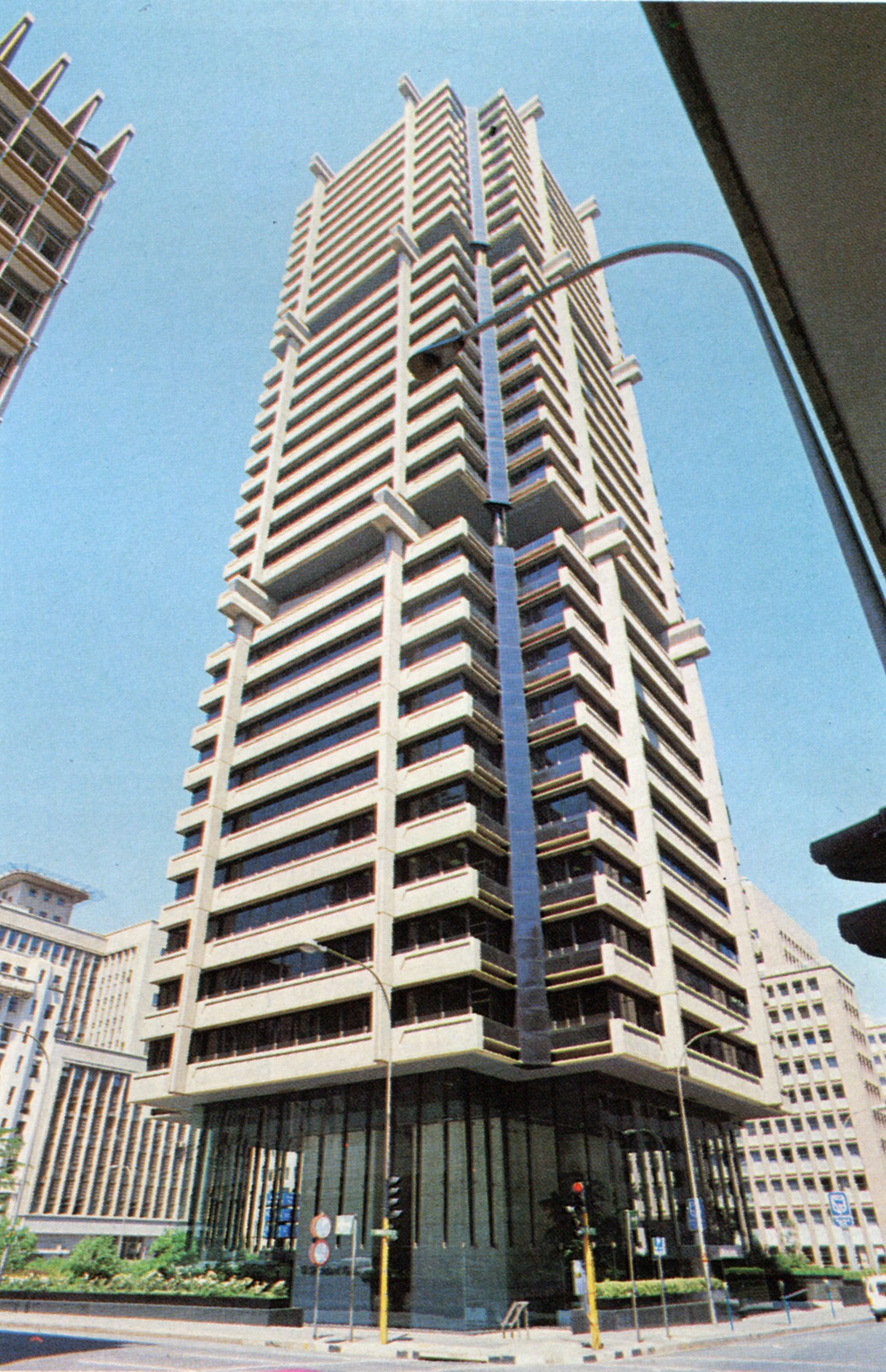
«Стандард Банк Центр»

«Стандард Банк Центр» находится на углу Фокс-стрит и Симмонд-стрит в центре Йоханнесбурга. В ходе раскопок на три этажа ниже уровня земли строители натолкнулись на старый забой: это была часть выработок старой шахты Феррейра. Фундамент здания были стабилизирован засыпкой бетонной затирки, но часть забоя была сохранена в качестве музейного экспоната. Ныне в здании расположена художественная галерея.
Огромный «Carlton Centre», построенный за 88 млн рандов, включает 50-этажное здание, 30-этажный элитный отель «Carlton Hotel», 5-этажный магазин «Garlicks» универмаг, три с половиной акра общественной площади с двухэтажным подземным торговым центром под ним и парковкой на 2000 автомобилей. Отель открыт 1 октября 1972 года.
Небоскреб «Ponte City» был построен в 1975 году и достигает в высоту 173 м, это самый высокий жилой небоскреб в Африке.
В 1976 году в пригороде Йоханнесбурга Соуэто вспыхнули волнения учащихся средней школы. Студенты из многочисленных школ Соуэто начали протестовать на улицах в ответ на введение африкаанс в качестве языка обучения. По оценкам, 20,000 студентов приняли участие в акциях протеста. Число демонстрантов, убитых полицией, было официально заявлено как 176, но по другим оценкам оно составило 700 человек. В память об этих событиях 16 июня в настоящее время является государственным праздником в Южной Африке. Тринадцатилетний чернокожий мальчик Гектор Петерсон стал символом жестокости полиции.
Первые полностью демократические выборы местных органов власти были проведены в ноябре 1995 года.